# Erprobungskommando 262
O Erprobungskommando 262 (EKdo 262) (em português: Comando de Testes 262) foi uma unidade de testes formada em Abril de 1944 em Lechfeld, e a sua função foi a de testar o novo Messerschmitt Me 262. Esta unidade foi extinta a 26 de Setembro de 1944, passando a fazer parte do Kommando Nowotny.

## Comandantes
- Capitão Werner Thierfelder, Abril de 1944 – 18 de Julho  1944[1]
- Major Walter Nowotny, 19 de Julho de 1944 – 26 de Setembro de 1944[1]

## Kommando Welter
O Kommando Welter foi inicialmente formado em Novembro de 1944 em Burg bei Magdeburg com o nome Kommando Stamp, e pilotava aeronaves Me 262A-1a como se fosse uma unidade de caças nocturnos, porém foi re-baptizada Kommando Welter. A unidade posteriormente foi novamente re-baptizada 10./NJG 11 a 28 de Janeiro de 1945.

### Comandantes
- Tenente Gerhard Stamp, Novembro de 1944 1944
- Tenente Kurt Welter, Novembro de 1944 – Janeiro de 1945